# (34209) 2000 QP67
2000 QP67 (asteroide 34209) é um asteroide da cintura principal. Possui uma excentricidade de 0.13430060 e uma inclinação de 13.31302º.
Este asteroide foi descoberto no dia 28 de agosto de 2000 por LINEAR em Socorro.